# 賈壯
賈壯（1607年—1663年），字泰華、止菴，河南省開封府襄城縣（今河南省平頂山市襄城縣）人，清朝政治人物、進士出身。

## 生平
順治三年，登進士，安慶府懷甯縣知縣。順治九年，任戶部廣西清吏司主事，管理宣大糧儲稽覈兵馬兼管屯種、戶部雲南清吏司員外郎、委管徐州倉。后升任戶部郎中、河東兵備道僉事。